# Hisingstorp
Hisingstorp är ett bostadsområde cirka fyra kilometer väster om Jönköpings centrum.
Hisingstorp består nästan enbart av enfamiljshus och har endast ett fåtal flerfamiljshus. Det byggs nya bostäder i stadsdelen, i synnerhet i de västra delarna, där flerfamiljshus inom de närmaste åren kommer att uppföras. 
Hisingstoprsskolan invigdes 1973 och tillbyggdes med närliggande förskola 1977 och tillbyggdes åter 1994.
Norra delen av Hisingstorp trafikeras av linje 2, som går mellan Hisingsängen och Öxnehaga.